# Фаджето-Ларио
Фаджето-Ларио (итал. Faggeto Lario) — коммуна в Италии, располагается в регионе Ломбардия, в провинции Комо.
Население составляет 1172 человека (2008 г.), плотность населения составляет 65 чел./км². Занимает площадь 18 км². Почтовый индекс — 22020. Телефонный код — 031.
Покровителем коммуны почитается святой Георгий, празднование 23 апреля.

## Демография
Динамика населения:

## Администрация коммуны
- Официальный сайт: